# Cañón del Eume

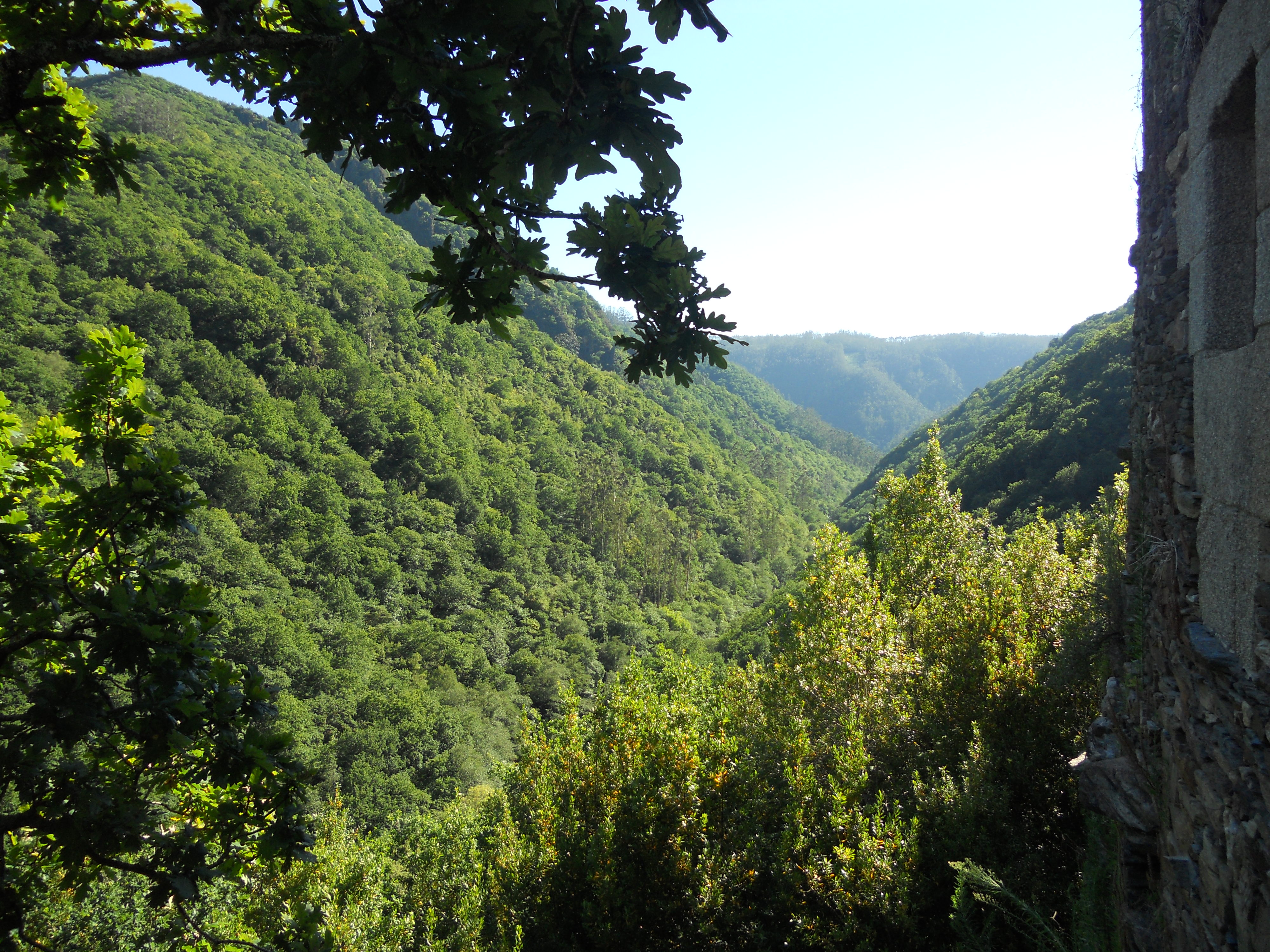
El cañón del Eume desde el monasterio de Caaveiro.

Se conoce como cañón del Eume a un tramo del curso medio-bajo del río Eume, caracterizado por el encajonamiento del lecho del río en un impresionante desfiladero que da lugar a un valle profundo. Gran parte del cañón está bajo las aguas del embalse del Eume. La parte no inundada forma parte de la Reserva Integral del parque natural de las Fragas del Eume.
En el punto donde se construyó la presa, las paredes de granito casi verticales alcanzan casi 300 metros de altura, siendo un lugar muy frecuentado por practicantes de escalada libre.

## Formación
El río Eume fluye a través de diferentes bloques o placas de tierra, separadas por fallas. Con el tiempo, donde había un territorio aplanado, se formaron una sucesión de escalones formados por las fuerzas telúricas. Los hundimientos y elevaciones causados por estas fuerzas le dieron al Eume una fuerte pendiente, ya que en su curso de 76 km salva casi 1000 metros de desnivel. Esto hizo que las aguas del río bajaran con gran fuerza, erosionando profundamente la sucesión de escalones que encontró en su camino, hasta moldear el cañón actual.